# OTE
OTE S.A. (en grec : Οργανισμός Τηλεπικοινωνιών Ελλάδος / Organismós Tilepikinonión Elládos, Hellenic Telecommunication) est l'opérateur historique de télécommunications en Grèce.
Le groupe possède également des intérêts en Arménie, en Albanie, en Bulgarie et en Roumanie. Il possède également 20 % de Telekom Srbija.

## Histoire
En octobre 1949, l'OTE est créé afin de couvrir l'intégralité du territoire en réseau téléphonique. Ce chantier est amorcé dans les années 1950 et s'étend sur une période de vingt ans.
En avril 2013, Telenor acquiert l'entreprise bulgare Globul détenue par OTE pour 717 millions d'euros.

## Sponsors
OTE est le sponsor du Panathinaïkos